# Västlig husmossa
Västlig husmossa (Loeskeobryum brevirostre) är en bladmossart som beskrevs av Fleischer in Brotherus 1925. Enligt Catalogue of Life ingår Västlig husmossa i släktet Loeskeobryum och familjen Hylocomiaceae, men enligt Dyntaxa är tillhörigheten istället släktet Loeskeobryum och familjen Hylocomiaceae. Arten är reproducerande i Sverige. Inga underarter finns listade i Catalogue of Life.